# Praemastus roseicorpus
Praemastus roseicorpus là một loài bướm đêm thuộc phân họ Arctiinae, họ Erebidae.